# Pålsbo, Borås kommun
Pålsbo är en bebyggelse norr om Sandared i Sandhults socken i Borås kommun. Från 2023 avgränsar SCB här en småort.